# Водопривреда и водопривредна инфраструктура Републике Српске
Водопривреда и водопривредна инфраструктура Републике Српске сложен је систем водопривредних објеката за водоснабдевања становништва и индустрије, одводњавања површинских воде и наводњавање, речни саобраћај, туризам итд. Сви реализовани водопривредни објекти у Републици Српској пројектно су третирани као део интегралних вишенаменских система вишег реда, али су због материјалних и других проблема унутар Босне и Херцеговине реализовани само они њихови делови који су били најнеопходнији у неким фазама развоја.

## Опште информације
Ако се издвоје четири кључна проблема човечанства – вода, храна, енергија и животна средина – уочава се да решења и у остала три кризна комплекса одлучујуће зависе од воде, јер производња храна и енергије зависи од воде, а и заштита животне средине је најосетљивија управо у воденим екосистемима. Због ових сазнања вода је постала ресурс 21. века, на Даблинској конференцији о развоју и у Агенди 21 (глава 1.3.2.) дефинисан је став:
...одрживост је постала базни принцип свих развојних стратегија, нарочито у домену развоја водних ресурса..
Специфичан географски положај и наслеђени проблеми током кризних година негативно се одражавају на коришћење, функционисање и развијање водопривредних система у Републици Српској због недостатак правне и економске регулативе која отежава односе са Федерацијом БиХ и суседним државама за транзитне (заједничке) водотокове и сливове.
Током период привредне и ратне кризе с краја 20. и с почетка 21. века маргинализовао је значај, коришћење и заштиту реке Саве са јужним притокама и реке Дрине.
Запуштеност и старост система за одбрану од поплава и ерозије угрожава плавна, бујична и ерозивна
подручја. Слични проблеми се јављају и код мелиорационих система, због смањене могућности и ефикасности наводњавања и одводњавања пољопривредног и осталог земљишта.
Недостатак канализационих система и објеката на многим локацијама у Републици Српској директно утиче на загађивање и кориштење површинских и подземних вода.
Као главни проблеми наводе се:
Опште стање водопривреде Републике Српске са привредног аспекта карактеришу сљедеће
чињенице:
- Потцењеност воде као ресурса и мали степен искориштења водних снага;
- Недовољно коришћење вода и термалних вода у пољопривреди.
- Неекономски односи;
- Слаба заштита вода;
- Слаба заштита од вода, ерозије и др.;
- Недовољна уређеност сливова и водотока.

### Губици воде у водоводним системима
Просечни губици воде у водоводним системима су око 48% од укупних количина, што указује на лоше стање тих система. Свако смањење и санације губитака у њима. представља најзначајнију резерву воде за снабдевање насеља.

### Капацитети и поузданост
На поузданост функционисања система још неповољно утичу:
- недовољни капацитети изворишта (посебно код алувијалних изворишта у маловодним периодима),
- недовољни капацитети резервоарских простора, дотрајали системи напајања енергијом због чега долази до испада пумпних станица.

Због свега тога се процењује да око ¾ водовода може да снабдева насеља дневно око 22 сата. Та поузданост од око 90% није задовољавајућа поузданост водоснабдевања, јер се у савременим системима тражи поузданост од преко 98%.

## Водоснабдевања становништва
Водоснабдијевање становништва Републике Српске организовано је на територијално принципу преко 63 општине, које се организовано снабдевају водом преко 61 централног општинског водоводног система и великог броја водоводних система месних заједница, малих сеоских, групних и индивидуалних система.
Јавним водоводима је обухваћено око 48% становништва, док се око 52% популације ослања на сеоске системе водоснабдевања, сопствене бунаре, врела или изворе површинских вода (процена је да има око 9.800 локалних или сеоских система водоснабдевања).
Покривеност јавним сервисом водоснабдевања у урбаним срединама је око 87% становништва.
Од укупно 1.550.000 становника у Републици Српској:
- око 741.400 (48%) је прикључено на водоводне системе општинских центара,
- 183.700 (12%) је прикључено на водоводне системе месних заједница,
- 624.900 (40%) становништва снабева се водом из индивидуалних бунара или извора.

Према наведеним подацима може се закључити да се водом у Републици Српској на организован начин снабева 925.100 становника (60%).
Према подацима из 2000. године, укупна дужина водоводне мреже са доводним и одводним цјевоводима је износила око 2.760 km (или око 1,71 m по становнику), док је канализациона мрежа дугачка око 1.260 km (0,78 m по становнику).
За водоснабдевање својим планским активностима Република Српска настоји да сачува и заштитити највећа изворишта у алувијалним равнима река: 
- Дрине на подручју Семберије,
- Босне северно од Модриче,
- Врбаса северно од Лакташа,
- Уне северно од Дубице,
- Саве на подручју Орашја и Брчког,
- Жељезнице и Босне у Сарајевском пољу,
- карстна врела у Херцеговини.

За мања изворишта ради се на формирању санитарне зоне заштите, а бројним  водопривредним активностима у оквиру слива и активностима на самом изворишту настоји се да се сачува њихов капацитет и квалитет.
Тренутно се спроводе бројне активности за санацију угрожених водоизворишта Лука и Руданка (за град Добој), у приобаљу Босне (Модриче), доњи ток Врбаса, алувион Семберије, алувион Жељезнице и Босне (у Сарајевском пољу) и израђују студије за спровођење мере њихове ефикасне заштите.

## Градски канализациони системи
Градским канализационим системима обухваћено је 67% становништва. Према подацима из 2000. године, укупна дужина канализациона мрежа дугачка око 1.260 km (0,78 m по становнику). Искористивост хидропотенцијала водотока од 33% је одишња производња око 2.600 GWh.
У Републици Српској је изграђено око 1.500 km канализационе мреже за каналисање отпадних и оборинских вода. Преко 50% насеља имају мешовити тип канализације, која су већином застарела, слабо одржавана и недовољног капацитета.
На основу прикупљених података из анкетних упитника за 2011. годину, које су доставиле локалне заједнице Агенцијама за воде, може се констатовати да 81% општинских центара у Републици Српској има изграђен канализациони систем, са различитим степеном обухвата, док проценат просечне прикључености становништва на канализационе системе у Републици Српској износи око 36%.
Већи број насеља користи колекторе отпадних вода за каналисање кишних вода, који у већини случајева нису довољног капацитета, па због тога у периодима интезивних падавина долази до изливања садржаја на путне комуникације и зелене површине, што може имати негативан утицај на здравље људи.
У Републици Српској испод 5% прикљученог становништва на канализационе системе има третман отпадних вода, док проценат општинских центара који имају одређену врсту третмана износи 18%. Такође ако се има у виду да на целом простору Републике Српске постоје само два уређаја за потпуно пречишћавање отпадних вода – у Требињу и Билећи, то указује на степен угрожености река колекторским отпадним водама.

## Системи за одводњавање
Одводњавањем у Републици Српској су обухваћени: 
- средња Посавина (Брод, Шамац, Модрича и Брчко), површине око 36.500 hа,
- приобални појас дуж риеке Дрине, између риеке Јање и ободног канала Селиште, површине око 3.000 hа,
- доњи ток реке Врбас од Лакташа до Саве, око 45.200 hа,
- подручје Лијевча поља, Србачко-ножичка раван, Дубичка раван, Прњавор и Приједор у зони ушћа ријеке Уне и Сане, око 6.200 hа,
- подручје Херцеговине у Невесињском, Гатачком, Дабарском и Поповом пољу, површине преко 20.000 hа.

Стратегија развоја система за заштиту од унутрашњих вода своди се на побољшање перформанси и обнову постојећих система за одводњавање, као и неопходно редовно одржавање постојеће каналске мреже и објеката. Неопходно је предузети мере и за спречавања дуготрајних и обимних поплава у Дабарском и делом Гатачком и Невесињском пољу.
Систем Требишњице, након његовог планираног проширења на Горње хоризонте, постаће један од најважнијих интегралних развојних пројеката у овом делу Европе. Нове акумулације Невесиње и Заломка, каналске и тунелске деривације омогућавају побољшање водних режима (смањење великих и повећање малих вода), одбрану од поплава, одводњавање и уређење водних режима у карстним пољима, обезбјеђење воде за снабдијевање водом, наводњавање, као и просторно уређење и валоризацију тог дијела Источне Херцеговине.

## Системи за наводњавање
Наводњавање у Републици Српској заостаје у односу на потребе и могућности, јер се под системима за наводњавање налази се око 4.430 хектара, што износи 2,8% укупног погодног земљишта за наводњавање (од тога је у функцији око 1.100 хектара).
Наводњавање у Републици Српској би требало анулирати мањак воде за пољопривредну производњу, просечно 100–200 мм годишње у подручјима Савског слива, у централним подручјима 50–100 мм, а у подручју слива Јадранског мора тај мањак је 300–400 мм. Такође је биланс потреба различит од запада – севера према истоку. Источна подручја Републике Српске имају потребу коришћења већих количина воде за наводњавање.
Пољопривредне површине са детаљним одводњавањем у Републици Српској су на следећим локацијама: 
- Лијевче поље,
- Србачко-ножичка раван,
- Дубичка раван,
- Прњавор,
- Приједор.

На подручју Републике Српске (рачунајући и системе који су у окружењу, али су у функционалном јединству са оним који су у Републици Српској) има 11 већих мелиорационих подручја (седам у сливу Саве, четири у крашким пољима Јадранског слива), у оквиру којих функционише 21 мелиорациони систем, којима се штити од сувишних вода око 90.000 ha земљишта највиших бонитетних класа.

## Воде и водотоци, као мултифункционални ресурси
Воде и водотоци, као мултифункционални ресурси, користе се и за друге намене, што захтева усклађивање са другим корисницима вода, заштиту вода и уређења водних режима:
- термалне и термоминералне воде које се користе у мањем обиму;
- експлоатација грађевинских материјала (пијеска и шљунка);
- узгајање аквакултура, за рибарство и рибничарство на природним водотоцима,
- акумулацијама и вештачким хладноводним и топловодним рибњацима; за рекреацију и туризам; за обогаћивање биодиверзитета; за потенцирање амбијенталних вредности.

Постојеће и планиране акумулације имаће значајну вишенаменску улогу у управљању водама, водним режимима у сливовима. Иако је највећи број акумулација изграђен у склопу термоенергетских и хидроенергетских објеката, неке од њих имају и врло значајну водопривредну функцију (нпр Билећко језеро, које као вишенаменски објекат, поред хидроенергетике, има и значајне функције у уређењу водних режима, одбрани од поплава, рибничарству итд.). Ако се изузму акумулације за водоснабдевање, већина се може користити, осим примарне намене, за спречавање негативних утицаја поплавног таласа и обезбеђивање минималног биолошког протока у доњем делу водотока, као и за рекреацију, туризам, узгој рибе, обогаћивање биодиверзитета и амбијенталних вредности.
У том смислу корисник рибарског подручја ради очувања рибљег фонда као природног ресурса, издаје број годишњих дозвола за привредни риболов утврђен програмом газдовања рибарским подручјем. Док 
рибар обавља привредни риболов мрежарским, удичарским и самоловним алатима који не угрожавају јединке риба у периоду развића између завршетка метаморфозе ларви и стицања полне зрелости и животиње којима се рибе хране. Ради заштите рибљег фонда, корисник рибарског подручја може, уз сагласност министра пољопривреде, шумарства и водопривреде привремено, а најдуже на период од годину дана, забранити привредни риболов на одређеном делу рибарског подручја.
На хидрографском подручју комплетне Републике Српске произведе се око 4.500 тона конзумне рибе, што прерачунато по глави становника (1.300.000) представља потрошњу од око 3 кг годишње по глави становника.
Већи шарански рибњаци, углавном су лоцирани у хидрографском региону града Бањалуке (Саничани – Приједор, Бардача – Србац, Сијековац – Брод и Прњавор – Прњавор). Од класичних хладноводних рибњака, већу производњу остварују рибњаци у Коњицу, Благају – Мостару, Прозору, Бугојну, Језеру – Јајцу и Рибнику – Кључу. Класична узгајалишта рибе подразумевају реализацију свих сегмената производње, од репродукције полно зрелих јединки до производње предконзумне и конзумне рибе.
Неке  акумулације су у спрези са Федерацијом Босне и Херцеговине, Црном Гором и Србијом у регулацији водног режима, попут оних на: реци: 
- Дрини (акумулације Пива, Бајина Башта и Зворник);
- Спречи и доњем току Босне (акумулација Модрац).
- Неретве у ФБиХ (акумулације са годишњим регулисањем Рама и Јабланица, али и каскада акумулација са дневним регулисањем на хидроелектранама Грабовица, Салаковац и Мостар).

## Хидроенергетско коришћење вода
Хидроенергетско коришћење вода у Републици Српској је Одлуком Владе Републике Српске од 30. децембра 2005. године, у циљу организовања мешовитог холдинга у области електропривреде, одређено да Република Српска као акционар у тадашњој Електропривреди Републике Српске а. д. Требиње уноси улог у правима у основни капитал који чине пакети акција државног капитала у основном капиталу акционарских друштава производње, акционарских друштава дистрибуције електричне енергије и акционарском друштву Истраживачко-развојни центар електроенергетике (ИРЦЕ). На основу извршеног улога у основни капитал акционарских друштава тадашња Електропривреда Републике Српске а. д. Требиње постала је матично предузеће, а акционарска друштва су постала зависна предузећа. Матично предузеће и зависна предузећа су повезана у систем Мешовитог холдинга.
Као обновљив извор енергије и еколошки најповољнији вид енергије, хидроенергетско коришћење вода има перспективу у Републици Српској јер је неискоришћено скоро 70% потенцијала. У том смислу предвиђа се реализација делова интегралних водопривредних, енергетских, привредних и просторних система, уз уважавања принципа одрживог развоја и усаглашавања суочених интереса заинтересованих субјеката (снабдевање водом, туризам, рекреација, наводњавање и др.), јавних предузећа, министарстава и јединица локалне самоуправе.
За реализацију ХЕ на граничним рекама и заједничким сливовима неопходна је међуентитетска и међудржавна сарадња и договор. За сливове Врбаса, Босне, Дрине, Укрине и водотоке у југоисточном делу Републике Српске (од Вишеграда до Требиња), где се планира изградња највећег броја ХЕ, потребно је донети адекватан плански документ и студију економско-еколошке оправданости изградње.
Изградња мале хидроелектране у Републици Српској дефинисане су одговарајућом планском документацијом локалне самоуправе, уз уважавање свих еколошких начела и начела мултифункционалности река.

## Речни саобраћај
Перспектива развоја речног саобраћаја намеће потребу враћање у функцију реке Саве како је и
дефинисана споразумом AGN, као пловни пут Е80-12 и сврстан у IV категорију. Побољшање пловидбених услова мора се остварити превасходно каналисањем реке и планским одржавањем речног тока, коришћењем песка и шљунка из њеног пловидбеног дела корита – кинете пловног пута.
Десне притоке Саве – реке Дрине, Босне, Врбас и Уна са Саном, предвиђене су као пловни путеви по плановима и приоритетима развоја речног саобраћаја и изградње саобраћајних терминала (лука и пристаништа).
Развој речног саобраћаја намеће и потребу за снивање ефикасне службе одржавања пловних путева и објеката у њиховом систему.

## Туризам и рекреација
На речним токовима уз различите видове активности на њима од туризам и рекреација у Републици Српској се све више очекује. Поред примене начела заштите вода од загађења, организација рекреативних и туристичких активности регулисана је у координацији и хармонизацији са другим облицима коришћења речних токова. Ово се посебно односи на реке које имају изузетне предеоне
карактеристике, које треба чувати посебним мерама заштите природе.

## Концепција у водопривреди РС
Концепција коришћења, уређења и заштите водних ресурса на сложеном водопривредном простору
Републике Српске заснива се на досљедном спровођењу и унапређивању актуелних правних и
планских докумената, и то:
- Закона о водама РС , директива и правилника о водама;
- Стратегије интегралног управљања водама РепубликеСрпске до 2024. године – Нацрт (Прва итерација);
- Стратегије интегралног управљања водама Републике Српске до 2024. године – Анекс 2 „Заштита од водаʺ (2012);
- Стратегије интегралног управљања водама Републике Српске до 2024. године – Анекс 5 „Каналисање и пречишћавање отпадних водаʺ (2012);
- Стратегије интегралног управљања водама Републике Српске до 2024. године – Анекс 8 „Унутрашњи пловни путевиʺ (2012);
- Акционог плана Водопривреде Републике Српске, плански период 2006–2017, (2007);
- „Информација о угрожености подручја Републике Српске од поплава, стању заштитног система, прогнози могућих поплава са приједлогом мјера за умањење ризика“ (2012);
- Интегралне водно-енергетске студије развоја слива ријеке Врбас (2012).